# Fosse de Landsort
La fosse de Landsort ou dépression de Landsort est une dépression du fond de la mer Baltique située au sud-est de Nynäshamn, à 22 km de Landsort en Suède. Elle atteint 456 m de profondeur, ce qui constitue l'un des points le plus profond de la mer Baltique. Sa formation est due à plusieurs failles.